# Яскульскиит
Яскульскии́т (англ. Jaskolskiite) — редкий минерал, относится к классу «сульфиды и сульфосоли». Назван в честь польского минералога Станислава Яскульского.

## Свойства
Яскульскиит — непрозрачный минерал с металлическим блеском. Имеет твёрдость по шкале Мооса 4, кристаллы относятся к ромбической сингонии. Встречается в виде кристаллов длиной менее 1 мм. Яскульскиит открыт в 1984 году в районе шахт Вена в Аскерсунде (Швеция).

## Название на других языках
- немецкий — Jaskólskiit; Jaskolskit;
- испанский — Jaskólskiita; Jaskolskita;
- английский — Jaskolskiite.